# Reverse-Flash
Reverse-Flash (letterlijk vertaald: Omgekeerde Flash) is de alias van een aantal superschurken uit de strips van DC Comics. Deze schurken hebben allemaal dezelfde superkrachten als de superheld The Flash, en zijn dan ook doorgaans een vaste tegenstander van deze held.  De bekendste twee Reverse-Flashes zijn Eobard Thawne (Professor Zoom) en Hunter Zolomon (Zoom). 

## Reverse-Flashes

### Dr. Edward Clariss
De eerste Reverse-Flash, ook The Rival genaamd, verscheen voor het eerst in Flash Comics #104 (Februari 1949). Hij was een tegenstander van de originele Flash, Jay Garrick.
De echte identiteit van deze Reverse-Flash is Dr. Edward Clariss, een professor aan de universiteit waar Jay Garrick studeerde. Hij slaagde erin om de formule die Garrick zijn krachten had gegeven na te maken, maar zijn collega’s in de wetenschap weigerden dit serieus te nemen. Mede door deze afwijzing besloot Clariss om een crimineel te worden en de vrouwen van Central city manipuleerde om zo in Flash zijn leven te komen. Als The Rival droeg Clariss een donkerder gekleurde versie van Garrick’s kostuum. Hij werd uiteindelijk verslagen nadat zijn formule maar tijdelijk bleek te werken.
Clariss keert weer terug in JSA #16 (November 2000), in een verhaal dat chronologisch een paar maanden na zijn debuutverhaal afspeelt. Hierin bevecht Clariss wederom Garrick, maar verdwijnt in de Speed Force nadat hij lichtsnelheid weet te bereiken. Vijftig jaar later wordt hij door Johnny Sorrow uit de Speed Force gehaald en lid gemaakt van de Injustice Society.  Clariss blijkt ondertussen gek te zijn geworden door zijn lange verblijf in de Speed Force, en begint willekeurig mensen te vermoorden totdat Garrick hem een halt toe roept. Nadien keerde Clariss nog eenmaal terug in Impulse #88 (September 2002), waarin hij het lichaam van Max Mercury, een andere superheld met bovenmenselijke snelheid, overnam.

### Professor Zoom
De tweede Reverse-Flash, ook bekend onder de naam Professor Zoom, verscheen voor het eerst in The Flash #139 (September 1963). Zijn echte naam is Eobard Thawne. Hij is een tegenstander van Barry Allen en Wally West. Kenmerkend aan deze Reverse-Flash is zijn kostuum, wat identiek is aan het kostuum van Barry Allen’s versie van The Flash maar dan met omgekeerde kleuren (een geel pak met een rode bliksem erop).
Oorspronkelijk was Eobard Thawne een crimineel uit de 25e eeuw. Hij kreeg zijn krachten nadat hij een tijdcapsule vond met daarin het kostuum van Barry Allen, en dit kostuum zodanig te bewerken dat het hem dezelfde vaardigheden als die van The Flash kon geven. Hierna werd hij een superschurk, totdat Barry Allen, die naar de toekomst gereisd was om een atoombom te stoppen, werd verslagen. Uit wraak volgde Thawne Barry terug naar zijn eigen tijd en vermoordde Barry’s vrouw Iris. Thawne kwam aan zijn einde toen Barry Allen in een gevecht Thawne’s nek brak.
Net als veel personages van DC, kreeg Thawne na de gebeurtenissen uit Crisis on Infinite Earths een nieuw achtergrondverhaal. In deze nieuwe tijdlijn was Eobard Thawne een fan van Barry Allen. Hij slaagde erin de omstandigheden die Barry zijn krachten hadden gegeven na te bootsen, en onderging plastische chirurgie om zoveel mogelijk op zijn idool te lijken. Daarna reisde hij terug in de tijd om zijn held te ontmoeten, maar kwam er in het verleden achter dat hij uiteindelijk een schurk zou gaan worden. Niet veel later kwam zijn ware, gewelddadige aard naar boven en begon hij aan een misdaadgolf in Central City alvorens te worden verslagen door Wally West.  Thawne keerde weer terug in de miniserie Flash: Rebirth, waarin hij onder andere probeerde te voorkomen dat Barry ooit The Flash zou worden. Toen dit mislukte vermoordde hij Barry’s moeder en schoof de schuld in de schoenen van Barry’s vader. Deze veranderingen in het verleden werden uiteindelijk door Barry Allen weer rechtgezet. 
In 2011 onderging het DC universum een nieuwe reboot genaamd The New 52. De rol van Thawne in deze nieuwe reboot is nog onbekend.

### Thaddeus Thawne
Thaddeus Thawne, bijgenaamd Inertia, is de derde Reverse-Flash. Hij maakte zijn debuut in Impulse #51  (augustus 1999), en is bedacht door Todd DeZago en Mike Wieringo. 
Hij is een kloon van Bart Allen. Hij en Bart bevochten elkaar voor het eerst toen Bart nog de held “Impulse” was.  Nadat Bart de nieuwe Flash was geworden, kreeg ook Inertia een grotere rol in de strips en werd hij officieel de Reverse-Flash. Uiteindelijk werd Bart door Inertia gedood. Inertia zelf werd hierna verslagen door Wally West, die hem verlamde.

### Zoom
De vierde  Reverse-Flash, ook bekend onder de naam Zoom, verscheen voor het eerst in The Flash: Secret Files & Origins #3 (November 2001), maar werd pas officieel een superschurk in The Flash (vol. 2) #197 (Juni 2003). Zijn echte naam is Hunter Zolomon. Hij is vooral een tegenstander van Wally West. Anders dan de andere versies van Reverse-Flash heeft hij geen connectie met de Speed Force, maar verkrijgt supersnelheid door manipulatie van de tijd. Hierdoor is hij nog sneller dan The Flash zelf.
Bij zijn introductie in het DC Universum was Hunter Zolomon een profiler die werkte voor de politie van Keystone City. Zijn werk bracht hem regelmatig in contact met Wally West, met wie hij goede kennissen werd. Hij loste meerdere zaken waar superschurken bij betrokken waren op, maar baalde  duidelijk van het feit dat hij slechts een kantoorbaan had. Tijdens een aanval van Gorilla Grodd raakte Zolomon vanaf zijn middel verlamd, en vroeg Wally of hij terug in de tijd wilde gaan om te voorkomen dat dit ooit zou gebeuren. Toen Wally weigerde omdat zo’n actie de tijdstroom weleens zou kunnen beschadigen, probeerde Zolomon zelf om terug in de tijd te reizen. Zijn poging mislukte en resulteerde in het ongeluk waardoor Zolomon de gave kreeg om de tijd te manipuleren, maar uitsluitend voor hemzelf. Ook dreef het ongeluk hem tot waanzin. Zo raakte hij ervan overtuigd dat Wally hem niet wilde helpen omdat hij, anders dan Barry Allen, nooit een persoonlijke tragedie meegemaakt had. Dit was voor Zolomon reden om een schurk te worden en Wally’s vrouw Linda te vermoordden, in de hoop dat deze ervaring Wally tot een betere held zou maken. Wally kon de aanslag op zijn vrouw verhinderen, maar Zoom slaagde er wel in om Linda’s ongeboren kinderen te doden. 
In de jaren erop bleef Zoom Wally West’s leven binnen dringen, nog altijd ervan overtuigd dat hij Wally tot een betere held kon maken door hem stelselmatig te terroriseren. 

### Daniel West
Daniel West, de meest recente Reverse-Flash, maakte zijn debuut in Flash #23, na de reboot in The New 52. Hij draagt een rood-zwart kostuum, dat bovendien deels bepantserd is. 

## In andere media

### Televisie
- Hoewel geen van de Reverse-Flashes daadwerkelijk meespeelt in de tv-serie The Flash, zijn er wel meerdere referenties naar deze personages in de serie verwerkt. In de aflevering "Done With Mirrors" gebruikt Barry Allen het pseudoniem 'Professor Zoom' tijdens zijn onderzoek naar de Mirror Master. In de aflevering "Twin Streaks" maken wetenschappers Jason Bressell en Ted Witcome een kloon van Barry genaamd Pollux, welke overeenkomsten vertoont met de Reverse-Flash.
- In de aflevering "Divided We Fall" van de animatieserie Justice League Unlimited, maakt Lex Luthor/Brainiac kwaadaardige kopieën van de Justice League. Flash’ kopie is hierbij duidelijk gemodelleerd naar de Reverse Flash, meer specifiek Professor Zoom.
- Professor Zoom is de antagonist in de aflevering "Requiem for a Scarlet Speedster!"  van de animatieserie Batman: The Brave and the Bold. Zijn stem wordt hierin gedaan door John Wesley Shipp.
- In de tv-serie The Flash uit 2014 zijn verschillende versies van de Reverse-Flash vaste antagonisten. In seizoen 1 wordt de Reverse-Flash voor het eerst gezien in een flashback, waarin hij Barry Allen’s moeder, Nora, vermoordt. 14 jaar later duikt hij opnieuw op wanneer detective Joe West besluit het onderzoek naar de moord op Nora te heropenen. Hij dreigt Wests dochter Iris ook te vermoorden als Joe zijn onderzoek niet staakt. In hun eerste treffen verslaat Reverse-Flash Barry Allen met gemak. Reverse-Flash’ identiteit blijft lange tijd geheim, maar uiteindelijk blijkt Dr. Harrison Wells, Barry’s mentor en hoofd van S.T.A.R. Labs, de Reverse Flash te zijn. Zijn echte naam is Eobard Thawne; een verre nakomeling van Barry's collega Eddie Thawne, en hij is vanuit de toekomst naar het heden gekomen is om Barry als kind te doden, maar hier dankzij een eveneens tijdreizende volwassen Barry niet in slaagde en daarom maar Nora vermoordde. Zijn krachten zijn echter onstabiel en werken niet altijd, waardoor hij nu vast zit in het heden. Daarom heeft hij Barry's krachten nodig om ooit weer terug te kunnen keren naar zijn eigen tijd. Wanneer hij wordt ontmaskerd, maakt hij een deal met Barry en zijn team; hij zal Barry helpen terug te keren naar het verleden om Nora te redden, op voorwaarde dat Barry hem weer naar de toekomst zal laten reizen. Barry stemt aanvankelijk in, maar komt later terug op die beslissing. Een laatste gevecht volgt waarbij Reverse-Flash Barry weer de baas is, totdat Eddie zelfmoord pleegt en daarmee het bestaan van Eobard onmogelijk maakt. Eobard verdwijnt nadien in het niets omdat hij nu nooit geboren wordt.
Seizoen 2 introduceert een nieuwe Reverse-Flash: Zoom. Hij is samen met Jay Garrick vanuit een parallel universum naar Barry's wereld gekomen.
- De Eobard Thawne-versie van de Reverse Flash is een van de drie antagonisten in seizoen 2 van Legends of Tomorrow. Als gevolg van Barry's pogingen het verleden te veranderen in seizoen 3 van The Flash is Eobard ook teruggkeerd, terwijl hij eigenlijk niet meer zou moeten bestaan. Hij wordt om die reden echter opgejaagd door een monsterlijke speedster, dus spant hij samen met Malcolm Merlynn en Damien Dahrk in de hoop de Heilige Lans te vinden die hem in staat kan stellen tijd en ruimte te veranderen.

### Film
- De professor Zoom-versie van Reverse-Flash is de primaire antagonist in de animatiefilm Justice League: The Flashpoint Paradox. Zijn stem wordt hierin gedaan door C. Thomas Howell.